# Mapid Minsk
Il Mini-Futbol'ny Klub Mapid Minsk è stato un club bielorusso di calcio a 5 con sede a Minsk.

## Storia
Fondato nel 1994, il Mapid ha vinto il primo campionato nazionale al termine della stagione 2006-07, dopo un piazzamento d'onore nella stagione precedente. Dalla sua creazione, la squadra non è mai scesa sotto l'ottava posizione della prima divisione. Al termine della stagione 2016-17, conclusa al quarto posto in classifica, la dirigenza ha annunciato lo scioglimento della squadra a causa del disimpegno dello sponsor Mapid.

## Allenatori
- Vladimir Bogdanov (1995-2002)
- Igor Zartaysky (2002-2004)
- Vladimir Ignatik (2004-????)

## Palmarès
- Campionato bielorusso: 3
2006-07, 2009-10, 2010-11
- Coppa della Bielorussia: 5
2002-03, 2009-10, 2010-11, 2012-13, 2015-16